# Língua fanagalo
Fanagalo (pronuncia-se "fanagaló") é uma língua franca utilizada como segundo idioma entre falantes de diversas línguas da África do Sul, principalmente nas minas, entre os trabalhadores nativos, os seus supervisores e os trabalhadores estrangeiros, como os do Zimbábue, Moçambique e Maláui.
Pode ser considerado como um pidgin ou um crioulo, uma língua de contato. Constituiu-se a partir de uma versão simplificada das línguas zulu, xhosa e outras, africanas, com muitos termos do inglês, neerlandês e do africâner.
Evoluiu a partir do contato entre os assentamentos europeus e os nativos africanos, na região a leste do Cabo e KwaZulu-Natal, na África do Sul, mais tarde É falada também na República Democrática do Congo, Namíbia, Zâmbia e Zimbábue por algumas centenas de pessoas.
Foi rejeitada entre os africanos por ter sido “importada” do Zimbábue e da África do Sul por europeus que não queriam que os africanos aprendessem inglês
Cerca de 70% do seu conteúdo léxico vem do zulu. No Zimbábue, além desses 70% de palavras provenientes do zulu, 24% das palavras vêm do inglês e 6% da língua africâner. É uma língua de fácil aprendizado, embora não seja um idioma artificialmente “fabricado”. Há dicionário publicado.

## Classificação
O fanagalo é um pidgin baseado no zulu, portanto pertencente ao grupo de línguas nguni e ao ramo linguístico bantu (ou ntu), subgrupo bantu sudeste; ISO 639-3: fng.

## Nomes alternativos
"Fanakalo", "fanekolo" (África do Sul), "Kitchen Kaffir", "Mine Kaffir", piki, isipiki, "isikula", lololo, isilololo, pidgin bantu, Basic Zulu, silunguboi, silunguboi, cikabanga (Zâmbia), chilapalapa (Zimbábue). Essa língua sofreu influências da língua xona, no Zimbábue, e da língua bemba, em Zâmbia. O termo “fanagalo” em Zâmbia, onde essa língua surgiu no século XIX, tem conotação pejorativa.

## Dialetos
A variante do Zimbábue (antiga Rodésia) é chamada Chilapalapa, sendo influenciada pela língua xona, enquanto que a variante de Zâmbia (antiga Rodésia do Norte) é chamada Bemba.
O Fanagalo dos mineiros da África do Sul e Zimbábue se baseia principalmente no vocabulário da língua zulu (~70%), do inglês (25%) e africâner (5%). 

## Etimologia
O nome "Fanagalo" vem da forma Nguni  fana-ga-lo que significa "como é isto" ou "faça deste modo", refletindo seu uso com língua de educação..

## Gramática
A língua não apresenta tantas declinações com o Zulu e a ordem das palavras se assemelha a do inglês.
Nas línguas Nguni os prefixos Mu- ou Ma- indicam singular e Bu- ou Ba- indicam plural - assim Muntu = um homem; Bantu = homens, especialmente quando se refere, ex. Ma-tabele.  Similarmente, os prefixos Chi- ou Si- indicam a língua falada por uma tribo, ex. homem da tribo Lozi ´é chamado Ba-rotse e sua língua é Si-lozi; Bembas falam Chiwemba; Tswanas vivem em Botsuana, antiga Bechuanalândia. Chi-lapa-lapa é a língua derivada de lapa = "lá", com ênfase repetitiva.
Adendorff descreve o “Mina Fanagalo” e o “Garden” Fanagalo como sendo basicamente o mesmo pidgin . Sugere que o Garden seja visto como o mais próximo do Inglês e o Mina Fanagalo mais próximo do Zulu 
Os pronomes são mina, tina, wena, ena "Eu, Nós, Você(s),Ele(s)/Ela(s)". O passado é marcado pelo sufixo -ile (amba "Eu vou, vá", ambile "eu fui"); o futuro usa o modal azi (azi amba "irá").

## Escrita
A língua Fanagalo usa na sua escrita o alfabeto latino numa forma com 27 letras e 17 conjuntos de duas letras. 

## História
Fanagalo é um dos muitos pidgins africanos que se desenvolveram durante o período colonial para promover a facilidade de comunicação. Harvcoltxt/ Adendorff (2000)  sugere que tenha desenvolvido no século XIX, na província de KwaZulu-Natal como uma forma dos colonos ingleses se comunicarem com seus trabalhadores,,tendo sido também usado língua franca entre o Inglês e e o Holandês / Afrikaans  falados pelo colonos
.
Fanagalo foi amplamente utilizado em minas de ouro e diamantes, porque a indústria Sul-Africana de mineração tinha trabalhadores com contratos a termo de toda a África Austral e Central: incluindo República Democrática do Congo, Zimbábue, Zâmbia, Botsuana, Malauí e Moçambique. Com os trabalhadores provenientes de vários países e com uma vasta gama de diferentes línguas maternas, Fanagalo forneceu uma maneira simples de se comunicar e ainda é usada como treinamento e operação. Quinze horas de instrução é algo considerado suficiente para um iniciado se tornar razoavelmente fluente. 

Adendorff descreve duas variantes da língua, Mine Fanagalo e Garden Fanagalo. O último nome refere-se a sua utilização nas famílias. Era anteriormente conhecido como  'Kitchen Kaffir' . A palavra "kaffir" é a palavra árabe para um não crente, ou seja, não-muçulmano, e foi usado por traficantes de escravos árabes para se referir aos negros indígenas da África. É daí tornou-se uma palavra comum usado pelos primeiros colonos europeus para se referir às mesmas pessoas. No século XIX foi um termo usado para as línguas Nguni, bem como um termo abrangente para descrever cotas da África do Sul no mercado de ações. Com o tempo o termo racial "Kaffir" foi, na África do Sul, sendo usado como um termo depreciativo para os negros e agora é considerado extremamente ofensivo.
Em meados do século XX na África do Sul houve esforços do governo para promover e padronizar Fanagalo como segunda língua universal, sob o nome de "Bantu Básico".

Mineração à parte, Adendorff sugere que Fanagalo tem conotações desfavoráveis e negativas para muitos sul-africanos. No entanto, ele levanta a questão de que Fanagalo é por vezes utilizado entre brancos sul-africanos, particularmente os expatriados, como um sinal de origem sul-africana e uma forma de transmitir a solidariedade de uma maneira informal. Esse papel mais tarde foi sendo tomado pelor Afrikaans; mesmo entre falantes do Inglês expatriados África do Sul.

Na segunda metade do século XX, os turistas da Rodésia muitas vezes usavam para ir de férias para Lourenço Marques (hoje Maputo) em Moçambique, onde a maioria das pessoas falava Português – e falava também uma forma de Fanagalo.

Todos as três línguas estão atualmente experimentando um renascimento na sua popularidade como uma língua franca, agora libertada de conotações de "colonialismo" e valorizado pela sua utilidade intrínseca. 

Na Rodésia, o comediante Wrex Tar era famoso por textos que fazem uso extensivo de Chilapalapa.

## Amostra de textos
Fanagalo - Inglês
Koki Lobin
 Cock Robin
Zonke nyoni lapa moyo ena kala, ena kala
 All  birds  of   air, they cried, they cried

Ena izwile ena file lo nyoni Koki Lobin
 They heard the death the bird Cock Robin

Ena izwile, ena file, ena izwile ena file Cocky Lobin.
Kubani ena bulalile Koki Lobin?
 Who  they killed Cock Robin

Mina kruma lo Sparrow
 Me, said the sparrow

Na lo picannin bow and arrow kamina
 With the little bow & arrow of mine

Mina bulalile Koki Lobin.
 I   killed   Cock  Robin
TANDAZO

(pai Nosso)
Baba ga tina, Wena kona pezulu,
 Father of ours, You are  above

Tina bonga lo Gama ga wena; 
 We thank (for) the name of you

Tina vuma lo mteto ga wena Lapa mhlaba, fana na pezulu.

Niga tina namuhla lo zinkwa yena izwasisa;
 Give  us   today  etc., etc...  

Futi, yekelela masono gatina,
 Loskati tina yekelela masono ga lomunye.

Hayi letisa tina lapa lo cala; Kodwa, sindisa tina ku lo bubi,
 Ndaba Wena kona lo-mteto, lo mandla, na lo dumela, Zonkeskat. Amen.